# Medium-Terzett
Het Medium-Terzett was een Duitse schlagergroep uit Osnabrück.

## Carrière
De groep bestond uit Helmut Niekamp (Voxtrup, 7 mei 1933 – Osnabrück, 24 november 2015), Wilfried Witte (Voxtrup, 1 maart 1935) en Lothar Nitschke (Breslau, 26 mei 1932 – Osnabrück, 2 oktober 1999). Hun eerste optreden was in 1954 bij een brandweermanifestatie in Melle. In 1950 werd het trio ontdekt door Peter Frankenfeld. 
In 1961 nam de groep deel aan de Deutsche Schlager-Festspiele in Baden-Baden met het nummer Südsee-Ballade, waarmee ze de 6e plaats haalden. In hetzelfde jaar hadden ze hun grootste hit: Der ganze Kahn ist voller Heimweh, waarna nog meerdere hits volgden, die handelden over de succesvolle Winnetou-films, zoals Der Schatz im Silbersee, Winnetou en Buffalo Bill. In 1965 scoorde het nummer Lebewohl Winnetou slechts een laatste plaats tijdens de Deutsche Schlager-Festspiele. Een ander nummer, Am fernen Strand der bunte Träume, kwam zelfs niet in de eindronde.
Aan het eind van de jaren 1960 had het Medium-Terzett successen met de nummers Ein Loch ist im Eimer en Drei Chinezen mit dem Kontrabass in meerdere variaties. Tot in de jaren 1980 was het trio regelmatig te gast in tv- en radio-uitzendingen, onder meer bij Dalli Dalli met Hans Rosenthal. In het programma Zum Blauen Bock waren ze 30 maal te gast, hetgeen een record was.

## Discografie

### Singles
- 1961: Der ganze Kahn ist voller Heimweh
- 1963: Der Schatz im Silbersee
- 1963: Winnetou
- 1963: Weißer Häuptling
- 1964: Ein Loch ist im Eimer
- 1964: Buffalo Bill
- 1965: Lebe wohl, Winnetou
- 1966: England swingt (England swings)
- 1966: Was will der weiße Wal im Rhein?
- 1968: Drei Chinesen mit dem Kontrabass
- 19??: Das alte Kanapee
- 19??: Es hängt ein Pferdehalfter an der Wand
- 19??: Alles vorbei, Tom Dooley
- 19??: Guten Morgen schöne Welt

### Albums
- 1965: Grün ist die Heide
- 1966: Weit ist die Welt
- 1975: Viel Spaß mit dem Medium-Terzett
- 1976: Sing La Bamba -Tanz La Bamba
- 1996: Das schöne große Weihnachtsfest
- 19??: Das Wandern ist der Mediums Lust
- 19??: Ein Loch ist im Eimer
- 19??: Guten Morgen schöne Welt
- 19??: Lieder unserer Heimat
- 19??: Der Henry ißt die Suppe nicht
- 19??: Manöverball mit dem K. u. K. Medium Terzett
- 19??: Stimmung mit Herz
- 19??: Stimmung steckt an
- 19??: Wochenend und Sonnenschein
- 19??: Was die Alten sungen